# Fernando Livramento
António Fernando Amado Livramento (Tavira, 3 marzo 1982) è un ex calciatore portoghese, di ruolo centrocampista.

## Carriera
Nelle stagioni 2007-2008 e 2008-2009 ha militato nella Primeira Liga tra le file del Rio Ave, mentre la stagione successiva ha vestito la maglia del Paços de Ferreira sempre in massima serie.